# Aplastische Anämie
Die aplastische Anämie (Synonyme: aplastisches Syndrom, Panmyelopathie, Panmyelophthise, Aleukia haemorrhagica) ist eine Gruppe von seltenen Erkrankungen, bei der es durch unterschiedliche Auslöser zu einem Schwund der blutbildenden Stammzellen im Knochenmark kommt, was zu einer Blutarmut mit Verringerung der Anzahl aller Zellen des Blutes (Panzytopenie, Anämie + Leukopenie + Thrombozytopenie) führt. Zu den angeborenen Formen gehören die Fanconi-Anämie sowie das Diamond-Blackfan-Syndrom. Die erworbenen aplastischen Anämien können durch Gifte oder ionisierende Strahlung ausgelöst werden, in den meisten Fällen liegt aber eine Autoimmunreaktion gegen das Knochenmark vor. Die Therapie richtet sich entsprechend nach der Ursache und bedeutet meistens eine immunsuppressive Medikation.

## Ursachen

### Angeborene aplastische Anämie (selten)
Neben der Fanconi-Anämie und dem Diamond-Blackfan-Syndrom kommen ein Defizit der Telomerase, von GATA2 und von CTLA4 in Betracht.
| Angeborene Syndrome mit Knochenmarksinsuffizienz | Hämatologische Befunde | Klinik                                                                                           | Genetik                                               | Pathophysiologie                                                                         |
| ------------------------------------------------ | --- | ------------------------------------------------------------------------------------------------ | ----------------------------------------------------- | ---------------------------------------------------------------------------------------- |
| Telomerase-Defizit                               | Schwere aplastische Anämie im Kindesalter, moderate aplastische Anämie und Thrombozytopenie im Erwachsenenalter                                                          | Früh graue Haare, Lungenfibrose, Leberzirrhose                                                   | DKC1, TERT, TERC, RTEL1 und andere seltene Mutationen | Ungenügende Reparatur des Telomers                                                       |
| Fanconi-Anämie                                   | Schwere aplastische Anämie im Kindesalter. Selten Präsentation als Knochenmarksinsuffizienz. Im Erwachsenenalter myelodysplastisches Syndrom, akute myeloische Leukämie. | Geringe Körpergröße, café-au-lait-Flecken (wie Milchkaffee), skeletale und urogenitale Anomalien | 17 FANC-Gene                                          | Ungenügende Reparatur von DNA-Cross-Links (Mutation mit Quervernetzung von DNA-Strängen) |
| GATA2-Defizit                                    | Schwere aplastische Anämie, myelodysplastisches Syndrom, akute myeloische Leukämie                                                                                       | Persistierende und ungewöhnliche Infektionen                                                     | GATA2                                                 | Pathophysiologie unbekannt                                                               |
| CTLA4-Defizit                                    | Aplastische Anämie mit niedrigem IgG | Magen-Darm-Erkrankungen, Lymphknotenvergrößerung, Infektionen, Autoimmunerkrankung               | CTLA4                                                 | Ungenügende Hemmung der Immunantwort                                                     |

### Erworbene aplastische Anämie (die meisten Fälle)
Die meisten Fälle erworbener aplastischer Anämie können auf eine Autoimmunreaktion gegen die Stammzellen im Knochenmark zurückgeführt werden. Deren Auslöser ist meistens unbekannt. Es gibt eine Assoziation zu anderen Autoimmunerkrankungen wie Eosinophile Fasziitis sowie Hepatitis und Thymomen. Außerdem gibt es eine Überlappung zu anderen Erkrankungen des Blutes und des Knochenmarks, namentlich zum Myelodysplastischen Syndrom und zur Paroxysmalen nächtlichen Hämoglobinurie. Eine autoimmune Genese ist insbesondere bei schweren und akut aufgetretenen aplastischen Anämien anzunehmen.
Seltener sind direkte Schädigungen des Knochenmarks:
- Medikamente:
  - Chloramphenicol, Phenylbutazon, Goldpräparate, Felbamat, Colchicin, Penicillamin, Allopurinol, Phenytoin, Sulfonamide, Thyreostatika u. a.
- Toxine: z. B. Benzol, Pentachlorphenol (PCP) oder Lindan sowie Arsenverbindungen[5] wie Arsphenamin
- Ionisierende Strahlung

Auch Virusinfektionen (v. a. Parvovirus B19 und Epstein-Barr-Virus) können eine vorübergehende aplastische Anämie auslösen.

## Symptome / Klinische Befunde

### Allgemeine Symptome
Kopfschmerzen, Übelkeit, Leistungsschwäche, Gewichtsabnahme, Müdigkeit, höhere Kollapsneigung, Hautblässe aufgrund der Panzytopenie sowie der daraus resultierenden Sauerstoffminderversorgung des Körpers. Des Weiteren kommt es zu Gewebseinblutungen infolge einer Thrombozytopenie und Infektionen aufgrund einer Neutropenie.

### Labormedizinische Befunde
- verminderte Retikulozyten
- erhöhter Serumferritinwert
- Erythropoetin in Serum und Urin teils stark erhöht
- kaum oder nicht mehr vorhandene Erythrozyten bildende Zellen im Knochenmark
- fettreiches, zellarmes Knochenmark, in welchem bei starker Krankheitsausprägung nur noch Lymphozyten und Blutplasma vorhanden sind.

## Diagnostik
- Knochenmarkuntersuchung, Bestimmung Leukozytenzahl und Thrombozytenzahl
- genaue Medikamentenanamnese
- klinische Untersuchung (Anämiezeichen? Infektion? Blutungsneigung?)
- Blutbild mit Differenzialblutbild und Retikulozytenzählung

## Therapie
- Symptomatisch: Bluttransfusionen (Erythrozytenkonzentrat, Thrombozytenkonzentrat), Antibiotika zur Behandlung von Infektionen
- Immunsuppressive Therapie (Anti-T-Lymphozyten-Globulin-Therapie (ATG), Ciclosporin, Cortison)
- Stammzelltransplantation

## Stiftung Lichterzellen
Die Stiftung Lichterzellen hat sich der Erforschung der Aplastischen Anämie und der häufig ebenfalls auftretenden Paroxysmalen nächtlichen Hämoglobinurie verschrieben.